# Белей Лесь Любомирович
Лесь Любоми́рович Беле́й (нар. 18 листопада 1987, Ужгород) — український мовознавець, письменник, перекладач. Лауреат літературних премій «Дебют» (2008) та «Смолоскип» (2011), премії ім. Олеся Ульяненка (2019). Син мовознавця Любомира Белея.

## Біографія
Навчався української філології в Ужгородському університеті та англійської філології у Вроцлавському університеті. Захистив дисертацію «Мовний ландшафт Закарпатської області України початку ХХІ століття» в Інституті мовознавства імені О. Потебні Національної академії наук України. Член НЛО (неформального літературного об'єднання) та Асамблеї Митців «Ротонда». Працює науковим співробітником в Інституті мовознавства ім. О. Потебні. Твори Леся Белея перекладено англійською, німецькою, грецькою та польською мовами.

## Поезія
- Son et Lumière. Листи без відповіді. — Івано-Франківськ: Лілея-НВ, 2008. — 76 с.
- Дзеркальний куб / післямова В. Махна. — К.: Смолоскип, 2012. — 160 с. — (Серія «Лауреати Смолоскипа»).
- Книга про ліс. — Львів: Видавництво Старого Лева, 2016. — 96 с. ISBN 978-617-679-209-3
- КОМ-ПО. Антологія комікс-поезії. — К.:Смолоскип, 2017. — 40 с. ISBN 978-617-7321-12-4 [у співавторстві з іншими]
- Антологія молодої української поезії ІІІ тисячоліття. — К.: А-БА-БА-ГА-ЛА-МА-ГА, 2018. — 496 с. ISBN 978-617-585-146-3 [у співавторстві з іншими]

## Проза і репортаж
- Соломонова Червона Зірка. — К: Темпора, 2012. — 490 с. ISBN 978-617-56-90-64-2 [у співавторстві з Любов Якимчук, Станіславом Федорчуком та ін.]
- Ліхіє дев'яності. Любов і ненависть в Ужгороді. — К.: Темпора, 2014. — 368 с. ISBN 978-617-569-164-9
- Асиметрична симетрія: польові дослідження українсько-польських відносин. — К: Темпора, 2014. — 280 с. [у співавторстві з Лукашем Сатурчаком]
- План порятунку України. — К.: Люта справа, 2018. — 336 с. ISBN 978-617-7420-29-2
- Людина і речовина. Розповіді про алкоголь, наркотики і інше. — К.: Віват, 2022[3]
- Точка У. Історії війни, що триває. – Київ, Komubook, 2024.
- Його називали морем. Балада на дев'ять голосію - Дніпро, Ковила, 2025
- Врятувати Марчика, - Чернівці, Чорні вівці, 2025

## Переклади

### З англійської
- Альберто Каїро. «Функціональне мистецтво: Вступ до інфографіки та візуалізації». — Львів: Видавництво УКУ, 2017. — 368 с. ISBN 978-966-2778-75-5, 0-321-83473-9
- Вілл Ґомперц. «Що це взагалі таке? 150 років сучасного мистецтва в одній пілюлі» (у співавторстві). Київ: ArtHuss, 2017. — 486 с. ISBN 978-617-751-809-8
- Рут Мартін. «Маленькі дослідники: моє дивовижне тіло». — К.: #книголав, 2017. — 18 с. ISBN 978-966-976-105-7
- Рут Мартін. «Маленькі дослідники: світ тварин». — К.: #книголав, 2017. — 18 с. ISBN 978-966-976-106-4
- Адріанна Барман. «Тваринопедія. Зібрання найдивовижніших створінь на Землі» — К.: #книголав, 2017. — 216 с. ISBN 978-966-976-393-8
- Данієль Дефо. «Робінзон Крузо». — К.: #книголав, 2017. — 272 с. ISBN 978-617-7563-07-4 [у співавторстві з Галиною Орлівною]
- Джон Габарро, Джон Коттер. «Як управляти своїм босом». — К.: #книголав, 2017. — 56 с. ISBN 978-966-976-109-5
- Наріса Чакрабонгсе, Ейлін Гантер. «Катя і Принц Сіаму». — К.: Pinzel, 2018. — 262 с. ISBN 978-966-976-445-4 [у співавторстві з Яриною Белей]
- Вільям Блейк. «Пісні невинності і досвіду». — Івано-Франківськ: П'яний корабель, 2019. — 160 с. ISBN 978-966-975-614-5
- Фабіан Бауманн «Розділена династія. Родинна історія російського й українського націоналізмів». — Львів: Локальна історія , 2025. — 384 с. ISBN 978-617-8538-05-7

### З польської
- Пйотр Ібрагім Кальвас. «Єгипет. Харам-халяль». — Львів: Човен, 2018. — 240 с. ISBN 978-966-976-682-3
- Ева Барська, Марек Глоговський, Анна Суйка. «Рексик. Велика книга пригод». — К.: Моя книжкова полиця, 2020. — 272 с. ISBN 978-966-977-308-1

### Зі словацької
- Душан Душек. «Просте речення про любов». — Тернопіль: Крок, 2019. — 208 с. ISBN 978-617-692-551-4
- Катаріна Куцбелова. «Знає, що зробить». — Тернопіль: Крок, 2020. — 44 с. ISBN 978-617-692-559-0
- Домініка Моравчикова. «Діти Гамельна». — Тернопіль: Крок, 2021. — 100 с. ISBN 978-617-692-658-0
- Мірка Абелова. «Віршики для господиньки». — Тернопіль: Крок, 2021. — 96 с. ISBN 978-617-692-612-2
- Міло Янач. «Милий немилий». — Тернопіль: Крок, 2025. — 60 с. ISBN 978-617-692-918-5

### З чеської
- «У чехів. Антологія сучасного чеського оповідання». — К.: А-БА-БА-ГА-ЛА-МА-ГА, 2021. — 480 с. ISBN 978-617-585-207-1 [у співавторстві з іншими]

## Наукові праці
- Українська мова на початку ХХІ ст.: Параметризація соціально-лінгвістичних змін. — К.: Люта справа, 2019. — 144 с.
- Словник новітніх англізмів [у співавторстві з Аліною Гончаренко, Мариною Ківу й Іриною Олександрук]. — К.: Наукова думка, 2022. — 320 с. ISBN 978-966-00-1880-8
- Мовна політика і мовне планування: енциклопедичний словник [у співавторстві] — К.: Академперіодика, 2024. — 464 с. ISBN 978-966-360-505-0

## Переклади творів Белея
- Łeś Bełej. «Plan naprawy Ukrainy». — Kraków: Ha!art, 2023. — 356 s. (польською)

## Нагороди і відзнаки
- 2007 — Третя премія літературного конкурсу видавництва «Смолоскип»[4]
- 2008 — Літературна премія «Дебют Закарпаття»[4]
- 2011 — Друга премія літературного конкурсу видавництва «Смолоскип»[4]
- 2016 — Премія Кабінету Міністрів України за особливі досягнення молоді у розбудові України (учасник)[5]
- 2019 — Міжнародна літературна премія імені Олеся Ульяненка[4]
- 2020 — Ґрант НАН України дослідницьким лабораторіям / групам молодих вчених НАН України для проведення досліджень за пріоритетними напрямами розвитку науки і техніки[4]